# Jüdischer Kulturweg Endingen-Lengnau
Der Jüdische Kulturweg Endingen-Lengnau ist ein Kulturweg, der das kulturelle Erbe der beiden schweizerischen «Judendörfer» Endingen und Lengnau zugänglich macht. Da sich die Schweizer Juden bis zum Jahr 1866 nur in diesen beiden Surbtaler Dörfern niederlassen durften, sind dort bis heute viele Bauten zu sehen, die ursprünglich den Juden als Wohnungen, Synagogen, Badehäuser oder zu anderen Zwecken dienten. Der Kulturweg gliedert sich in je einen Rundgang durch Endingen und Lengnau und den zwischen den Dörfern liegenden Friedhof.

## Rundgang in Endingen
Die Stationen des Rundgangs in Endingen umfassen folgende Bauwerke:
| Nr. | Objekt                     | Baujahr       | Adresse               | Foto |
| --- | -------------------------- | ------------- | --------------------- | ---- |
| 1.  | Synagoge                   | 1852          | Hinterstieg 5         |      |
| 2.  | Jüdisches Gemeindehaus     | 1806          | Hinterstieg 3         |      |
| 3.  | Jüdische Wohnhäuser        | 1820 und 1825 | Rankstrasse 1–3       |      |
| 4.  | Jüdisches Schulhaus        | 1855          | Würenlingerstrasse 11 |      |
| 5.  | Jüdisches Schlachthaus     | 1823          | Weidgasse             |      |
| 6.  | Mikwe – Rituelles Tauchbad | 1867          | Mühleweg 1            |      |

## Friedhof
7. Der Jüdische Friedhof, zwischen Endingen und Lengnau gelegen, wurde 1750 errichtet.

## Rundgang in Lengnau
Die Stationen des Rundgangs in Lengnau umfassen folgende Bauwerke:
| Nr. | Objekt                                           | Baujahr | Adresse               | Foto |
| --- | ------------------------------------------------ | ------- | --------------------- | ---- |
| 8.  | Synagoge                                         | 1847    | Zürichstrasse         |      |
| 9.  | Mazzenbäckerei                                   | 1813    | Vogelsangstrasse 7    |      |
| 10. | Erste Synagoge (heute steht dort ein Doppelhaus) | 1750    | Vogelsangstrasse 9–11 |      |
| 11. | Jüdisches Wohnhaus                               | unbek.  | Vogelsangstrasse 13   |      |
| 12. | Jüdisches Altersheim Margoa                      | 1903    | Grabenstrasse 9       |      |
| 13. | Jüdisches Schulhaus                              | 1842    | Zürichstrasse 34      |      |
| 14. | Jüdisches Wohnhaus                               | unbek.  | Zürichstrasse 14      |      |
| 15. | Mikwe – Rituelles Tauchbad                       | 1848    | Spycherweg            |      |

## Anmerkung
1. ↑  Das Gebäude wurde am 7. Februar 2013 abgerissen.